# Village, Virginia
Village là một cộng đồng chưa hợp nhất ở các quận Northumberland và Richmond, Virginia, Hoa Kỳ. Làng nằm trên tuyến đường Hoa Kỳ 360 phía đông Warsaw.
Nguồn gốc của tên "Làng" là có nghĩa tối bao trùm.